# Vítonice (kraj południowomorawski)
Vítonice – gmina w Czechach, w powiecie Znojmo, w kraju południowomorawskim.
1 stycznia 2017 gminę zamieszkiwały 262 osoby, a ich średni wiek wynosił 38,5 roku.